# Свети Дух (община Дравоград)
Вижте пояснителната страница за други значения на Свети Дух.
Свети Дух (на словенски: Sveti Duh) е село в Словения, Корошки регион, община Дравоград. Според Националната статистическа служба на Република Словения през 2015 г. селото има 16 жители.